# Andrés Formento
Andrés Miguel Formento (* 18. Mai 1984 in Recreo) ist ein ehemaliger argentinischer Fußballspieler, der auch die italienische Staatsangehörigkeit besitzt.

## Karriere

### Deutschland
Nach einem halben Jahr bei der SV 07 Elversberg und einer Spielzeit beim Wuppertaler SV Borussia wurde der ablösefreie Formento kurz vor Ende der Transferperiode im Sommer 2010 vom Drittligisten SSV Jahn Regensburg verpflichtet. In der 1. Runde des DFB-Pokals 2010/11 gegen Arminia Bielefeld wurde er in der Verlängerung für Tobias Schweinsteiger eingewechselt. Er absolvierte in der Saison 15 Ligaspiele, in denen er zwei Treffer erzielen konnte.